# 陳百強精選
《陳百強精選》是香港歌手陳百強的第二張新曲+精選專輯，收錄了四首新曲，包括陳百強其中一首最著名，亦是最喜歡的個人作曲代表作——講述錯過愛情的遺憾的《等》，以及兩首陳百強去年在美國製作及灌錄，並只收錄於黑膠細碟的英文歌《Tell Me What Can I Do》及《Warm》，同時亦收錄了一首《創世記》的Remix版歌曲。此唱片採用雙封套設計，於1985年1月發行。這亦是陳百強首張同時發行CD版的專輯。

## 製作背景
陳百強的私底下好友Winnie Yuen（阮慧珊）當時被新藝城行政總監施南生(徐克妻子)詢問是否有大牌的年輕偶像可以推薦來出演電影《聖誕快樂》，Winnie隨即推薦了陳百強。
電影拍攝期間，受光頭佬（麥嘉飾）與小鳳姐（徐小鳳飾）之間發生的“愛情最後一班車”的故事啓發，陳百強創作了《等》這首曲子。
徐小鳳在2018年為陳百強歌迷會舉辦的紀念活動錄了一段關於《等》的回憶音頻：「在拍攝（《聖誕快樂》）等待埋位的時候，Danny就拉著我，在片場那裏有一部鋼琴，他彈著說「小鳳姐，你聽下，你聽下，我這首歌好不好聽？」原來他做一首新的曲子給我聽，只聽到了一半左右，還沒有名字的。若我我印象中沒錯的話，那時他很投入彈的那首歌，一首很抒情的曲子，就是之後大家都很熟悉的、很流行的《等》。」
《等》曲子寫好後陳百強在該劇于大球場場景中拍攝期間播放給導演高志森聽，并詢問是否適合用於電影中。高志森如此形容當時的情景：「我記得有一晚沒有陳百強的戲份，不過他還是穿著白色運動衫和褲子，來到球場找我，他帶著一部白色的小型卡帶機到場，放一隻由他親自彈奏的音樂給我聽，那首歌還未配樂、填詞，只得一個demo，但旋律很優美，我心想非要不可，不過當時26歲的我礙于年輕導演的尊嚴問題，并未給予高度評價，后來我還是用了那首歌，那首歌就是他的代表作之一《等》。」
在將此曲交予鄭國江填詞時，陳百強曾如此傳達心目中的歌詞概念：「人在感情的道路上，就好像在等巴士，當迎面駛來一輛時，你不知道這會不會是最後一班；你很希望不是，但是如果不上，你又無法預料是否還有另一輛尾班車。」而鄭國江亦曾如此描述麥嘉曾對他說過的話：「麥嘉說“人總愛在情路上挑挑剔剔，猛一回頭才驚覺錯過了尾班車”，這就是整首歌的精神。」
鄭國江為這首歌寫了兩個版本的歌詞，陳百強將兩份歌詞中的精華部分抽取出來，組合成最終版歌詞。當中原先填好的歌詞填的是這一句「心裡滿苦困」（音调 3-1-1-4-1），但由于唱時發音的問題，陳百強將之改成了「心裡滿哀困」（音调 3-1-1-2-1）。為尊重填詞人，陳百強還特意從娛樂錄音室打電話給鄭國江告知此改動。
陳百強原本打算與徐小鳳合唱此曲，但由于版權原因作罷，當時徐小鳳與康藝成音的合約即將結束，並將過檔寶麗金。
歌曲末段陳百強以假音哼唱的幾句「woo..woo..」是他的創意，他透露他非常滿意這一段哼唱加入後的效果。在電影中的早期版本，這一段哼唱還未加入。
印刷歌詞紙中的《等》存在一個錯誤，「還幸著笑裝開心」理應是「還含著笑裝開心」。
《聖誕快樂》從84年9月拍到11月，拍了大約40個工作天，而陳百強拍了大約30天，內景拍攝於新藝城的沙田火炭片廠。
新藝城電影《聖誕快樂》于1984.12.12至1985.01.08上映，監制施南生，導演高志森，編劇高志森和馮世雄，配樂林慕德，主演為麥嘉、徐小鳳、陳百強（飾Danny）、李麗珍、梁韻蕊、王嘉明(光頭仔)、袁和平、張國榮等。該片票房收入高達2500萬港元，名列1984年度票房榜第2位，僅次于2900萬港元票房的《最佳拍檔女皇密令》。
首次推出大碟及CD版的《Tell Me What Can I Do》一曲來自1984年同名黑膠細碟，陳百強首次與美國名歌手Crystal Gayle合唱，此曲在沒有預算宣傳之下，仍打入美國Billboard榜前100名。陳百強在1984.10.27至10.28於東京舉行的「第15屆雅馬哈世界歌謠祭」中獨唱此曲獲得「最有魅力獎」。
美國華納唱片總裁欣賞陳百強的《漣漪》，並因此推薦陳百強翻唱英國歌手Jim Capaldi的《Warm》一曲，此次亦是首次推出大碟及CD版。
受到1984年賣座電影《Breakin'》(又名Breakdance)的影響，香港掀起霹靂舞熱潮，唱片公司便將《創世記》Remix成霹靂舞版本《創世記 (Long Version)》，音效更多變化的此曲亦是香港史上第一首真正意義上的Remix歌曲。原先這首歌並沒有公開發售﹐只是在Disco中播放。陳百強亦曾於1984.09.01的無線「巨星霹靂群英會」節目中高唱此Remix版歌曲，當中他表演了令人印象深刻的手持舞台射燈和Moonwalk舞步。
《創世記 (Long Version)》推出時黃柏高向媒體透露了此曲的制作過程：「這主要是我們希望憑此帶出現今最新潮流，此可說是全港第一首 Remix的十二寸版本歌曲，亦是第一首以 Breakdance 手法表達的作品，我們打算將此曲交予各大小Disco播放，希望收到舞林中人的評價，亦有一最大原因是推廣陳百強在此碟中改變的風格，這是一次試驗。而我們亦要多得 David Ling 為我們做剪接方面功夫。我們是做了兩天，第一天做後發覺效果普通，於是研究後便再進行第二次，終於滿意了，而陳百強聽後亦高興不已，他也很喜歡哩！我們暫時仍未決定是否公開發售此十二寸，這要看樂迷對此曲的反應。」
《創世記 (Long Version)》首次在香港發行是收錄於1985年初由華納推出的《12" Fever Mix》混音合輯大碟内。
此唱片的封面與「陳百強85演唱會」宣傳海報與特刊使用了同一系列的照片。

## 迴響
《等》的旋律縈繞著淡淡的哀愁，情感張力十足，尤其是結尾的假音哼唱，為歌曲注入了一種深邃的孤寂感。歌詞充滿哲思，深刻地描繪了因猶豫不決而錯失感情的無奈與遺憾，令人唏噓。這首歌淋漓盡致地展現了陳百強的音樂才華與細膩的演繹風格，堪稱其音樂生涯中的其中一首巔峰之作。
《等》中最能令人觸動的是「莫道你在選擇人，人亦能選擇你，公平原沒半點偏心」這一句歌詞，詞意令人深省，不少人視之為金句，因其不僅貼近現實，更蘊含著對愛情與人生的深刻體悟。
《等》於1985年連續兩周獲得港台「中文歌曲龍虎榜」冠軍，亦入選無線「十大勁歌金曲」第一季季選。
《等》以及他1985年推出的其他歌曲未能在1985年年終的「十大中文金曲」和「十大勁歌金曲總季選」中獲獎。有一說是由於受到1985年年中陳百強受到惡意謠言困擾而大量減少了曝光率的影響，也有一說是因為陳百強決定不再與華納唱片續約而導致華納不再投入資源宣傳，也不再替此曲向賽會報名參選之故。縱是如此，此後多年，《等》依然能在各大成名歌手、音樂人、樂評人以及樂迷當中受到廣泛的認可幷被視為80年代中數一數二的原創金曲，堪称「无冕之王」。
名填詞人小美在1985年的某報章專欄中如此評價《等》：「好像他早陣子的《等》，一份落寞悽怨的無奈，完全被Danny Chan演繹出味道來，特別是他唱到「公平原沒半點偏心時」時，更具神韻。」
陳百強的摯友何超瓊在1996年《至愛陳百強紀念影集》一書中如此評價《等》：「出道以來，他都堅持創作，記得當聽完《等》這首歌後，大家都真心覺得曲和詞都有自己的影子，Danny認為音樂正是大伙儿的生活寫照。時至今日，每次聽到他的歌，我自然會想起某段歲月所走過的路，那是我們經歷過的日子。」
王傑曾透露在他還未成名時，曾模仿陳百強的腔調錄了《等》並將卡帶寄給香港華納唱片自薦。
歌手夏韶聲在1998年發燒大碟《諳》中翻唱了《等》，他后來在2007年商台「有誰共鳴」節目中如此說：「細聽《等》這首歌之後，我才發現我常跟別人說的唱歌要由心發出來，陳百強做得到。有時候我們需要欣賞我們身邊的事物，這麼多年之後你才發現原來這麼好的他已經過去了、不在了。」
著名音樂人雷頌德在2008年《志雲飯局》節目中曾道：「《等》是最好的一首歌手自作自唱的歌。香港的singer-song-writer不多，但也有這樣的人才。整首歌的旋律及演繹，天衣無縫，歌手不是在唱歌，聽眾入耳的，是一個人的心聲。」
著名唱作人光良則說道：「他有一首歌，是我以前練鋼琴時經常會彈的，亦是每一次聽都會很感動的，這首歌就是陳百強的《等》，好簡單的旋律，每次唱第一粒音，就已很想知道歌曲要講什麼。簡單而感動的音樂是最困難的，我希望也鞭策我自己寫的曲是要這樣的。」。
葉倩文曾在2013年的無線「星夢傳奇」節目中如此評價陳百強演繹的《等》：「Danny唱歌呢，他全部的感情是包在心裏面的，他唱得很free很easy的。」
徐日勤在2016年「為你喝采陳百強歌迷會」成立典禮上被問及最喜歡陳百強的那一首歌曲時曾如此回答：「若要說他（陳百強）自己作的歌，我最喜歡嘅就是《等》。」
向雪懷在2016年「紅星追聲名歌Sing」節目中透露在所有情歌的歌詞當中，他印象最深刻的是《等》和《一生何求》，他如此描述：「《等》有一句說話好精警，就是“莫道你在選擇人，人亦能選擇你”。其實世間上所有嘅事情都好公平。。。一首好的歌詞其實后面是有一番哲學在裏面。」
2016年由「我歌故我樂」於Facebook發起的「我們最愛的1985金曲」公開網絡選舉中，《等》以高票奪下首位，顯示了樂迷對此金曲的認可。
音樂人趙文海在2018年Soooradio「偏偏喜歡陳百強」節目中透露：「其中一首我很喜歡的歌就是《等》，里面有一句“莫道你在選擇人，人亦能選擇你”，這一句很要命，一種少男情懷，在追到與追不到之間的感覺，到底是你選擇我還是我選擇你呢？這個歌詞和這個旋律，非常的搭配。」
音樂人伍仲衡與歌手王馨平於2020年在Facebook Live合作演繹了《等》這首歌，伍仲衡當時道：「其實我很喜歡陳百強的，我很喜歡這首歌，他寫歌好聽，唱歌也好聽。」王馨平唱完後則如此說：「我唱到一半已經有點想哭了，有些音樂會令你的情緒都湧出來，我很喜歡這首歌，他是我的偶像。」
菊梓喬在2021年接受「東網」訪問被問及她最喜歡的金曲時曾道：「我最喜歡的金曲是陳百強的《等》，每一次聽到這首歌，都會覺得很優美。在音樂上，陳百強帶了很多信息和好的能量給我們。」
許願在他的2023年著作《離地半尺》中如此評價《等》：「對他了解深了，我便懂得了《等》這首歌優美而又有點失落的旋律是從何而來的！他是我認識的最會體現浪漫的歌手之一，並且對浪漫的追求近乎極致。他的一生中幾乎一直在追，一直在等。良馬易得，伯樂難求！歌詞里那句“莫道你在選擇人，人亦能選擇你，公平，原沒半點偏心”，如果沒有深入思考其含義，往往會生出很多不必要的痛苦，愛情的尋尋覓覓，很多人都覺得很不靠譜，但其實它是一個公平的遊戲。」
《等》深受各大成名歌手的喜愛，張學友、葉倩文、陳奕迅、梅艷芳、劉美君、王馨平、陳松伶、陳慧嫻、李克勤、陳潔儀、湯寶如等歌手都先後曾在演唱會或唱片中唱過此曲。

## 衍伸
2001年，電影《男歌女唱》採用了《等》（由梅艷芳翻唱）作為插曲。
2013年，「康業信貸快遞」廣告採用了歌曲《等》。
2015年，環球唱片推出陳百強《Tell Me What Can I Do》的獨唱版的CD版，收錄於《Elegance & Charm 文質翩翩》精選專輯。

## 曲目
| 曲序     | 曲目                                                |               | 作曲          | 编曲         | 選自       | 备注 | 时长  |
| -------- | --------------------------------------------------- | ------------- | ------------- | ------------ | ---------- | --- | ----- |
| 1.       | 等（電影《聖誕快樂》插曲）                          | 鄭國江        | 陳百強        | 顧嘉煇       | 新曲       | 第一主打 此曲是陳百強最喜歡的一首作品 新藝城電影《聖誕快樂》于1984.12.12至1985.01.08上映，陳百強（飾Danny）為主角之一。 | 3:50  |
| 2.       | 旅程                                                | 鄭國江        | 谷村新司      | Chris Babida | 百強84     | | 3:42  |
| 3.       | 不                                                  | 鄭國江        | Chris Babida  | Chris Babida | 偏偏喜歡你 | | 3:44  |
| 4.       | 疾風                                                | 林振強        | Chris Babida  | Chris Babida | 傾訴       | | 4:49  |
| 5.       | Tell Me What Can I Do（陳百強 · Crystal Gayle合唱） | Jerry Ragovoy | Jerry Ragovoy | Joey Carbone | 新曲       | 全新創作 首次推出大碟及CD版。此曲首次收錄於1984年陳百強《Tell Me What Can I Do》黑膠細碟之中。                          | 3:33  |
| 6.       | Warm                                                | Hurley Brian  | Danny Ellis   | Bobby Lakind | 新曲       | 原唱者為Jim Capaldi 首次推出大碟及CD版。此曲首次收錄於1984年陳百強《Tell Me What Can I Do》美國或澳洲版黑膠細碟之中。   | 3:43  |
| 7.       | 今宵多珍重                                          | 鄭國江        | 王福齡        | Chris Babida | 傾訴       | | 3:45  |
| 8.       | 偏偏喜歡你                                          | 鄭國江        | 陳百強        | 周啟生       | 偏偏喜歡你 | | 3:24  |
| 9.       | 摘星（84-85禁毒主題曲）                             | 林振強        | 顧嘉煇        | Nonoy Ocampo | 百強84     | | 3:42  |
| 10.      | 漣漪（無線電視劇《突破》插曲）                      | 鄭國江        | 陳百強        | 顧嘉煇       | 突破精選   | | 3:08  |
| 11.      | 脈搏奔流                                            | 卡龍          | Ken Tobias    | 周啟生       | 偏偏喜歡你 | | 3:58  |
| 12.      | 創世記 (Long Version)                               | 林振強        | 林慕德        | 林慕德       | 新曲       | 製作統籌：黃柏高 概念：梁榮駿 混音：David Ling Jr. 港史首支Remix歌曲，此前只在Disco播放。                               | 5:55  |
| 总时长： | 总时长：                                            | 总时长：      | 总时长：      | 总时长：     | 总时长：   | 总时长： | 47:13 |

| 同期推出但未收錄於陳百強專輯的歌曲 | 同期推出但未收錄於陳百強專輯的歌曲 | 同期推出但未收錄於陳百強專輯的歌曲 | 同期推出但未收錄於陳百強專輯的歌曲 | 同期推出但未收錄於陳百強專輯的歌曲 | 同期推出但未收錄於陳百強專輯的歌曲                                                                       | 同期推出但未收錄於陳百強專輯的歌曲 |
| 曲序                               | 曲目                               |                                    | 作曲                               | 编曲                               | 备注 | 时长                               |
| ---------------------------------- | ---------------------------------- | ---------------------------------- | ---------------------------------- | ---------------------------------- | --- | ---------------------------------- |
| 1.                                 | The Pearl Watcher Touch            | 佚名                               | 顧嘉煇                             | 顧嘉煇                             | 無線電視明珠台為配合新口號「The Pearl Watcher Touch」而創作的1984/85明珠台台歌，約於1984年10月開始播出。 | 1:19                               |

## 製作人員
- 監制：陳百強

Joey Carbone (Tell Me What Can I Do)
Bobby Lakind (Warm)
譚國基 (漣漪)
- 錄音室：CBS/Sony Studio

Crown Studio (等、摘星)
EMI Studio (疾風、今宵多珍重)
Magnolia Sound Studio, Los Angeles (Tell Me What Can I Do/Danny Chan、Warm)
Sound Stage Recording Studios, Nashville (Tell Me What Can I Do/Crystal Gayle)
雄視錄音室Topmost Studio (漣漪)
- 攝影：陳道明T.M. Chan
- 美術設計：余奉祖Michael Miller Yu

## 派台成績
| 歌曲 | 港台 中文歌曲龍虎榜 |
| ---- | ------------------- |
| 等   | 1(2周)◆             |

◆1985年第4周 (01.28)
  1985年第5周 (02.04)

## 獎項
- 1985年度十大勁歌金曲頒獎典禮

- 「十大勁歌金曲第一季季選」：《等》

## 另見
- 歌曲《等》
- 電影《聖誕快樂》